# Kiki Smith
Kiki Smith, nascida em 18 de janeiro de 1954, é uma artista germano-americana cuja obra investiga, desde os anos 1980, as complexas relações entre corpo, linguagem, espiritualidade e natureza. Atuando em múltiplas mídias — como escultura, gravura, instalação, tapeçaria e desenho — Smith construiu uma poética profundamente enraizada na materialidade do corpo humano, abordando temas como sexualidade, mortalidade, regeneração e a condição feminina. Como observa Linda Weintraub, a artista “retira o corpo da anestesia cultural para reinscrevê-lo como testemunho e vulnerabilidade” . Sua produção, marcada por um gesto íntimo e visceral, combina referências biomédicas, mitológicas e religiosas, explorando o corpo não apenas como objeto de representação, mas como locus de inscrição simbólica e política — uma perspectiva afinada, segundo Amelia Jones, com as “epistemologias encarnadas do feminismo contemporâneo, que deslocam o olhar para dentro do corpo, para seu interior físico e metafórico”.
Segundo Helaine Posner, “a arte de Smith propõe uma abordagem compassiva e, ao mesmo tempo, crítica da corporeidade, abrindo espaço para novas narrativas sobre o feminino e a vulnerabilidade”. Sua obra figura entre as mais influentes da arte contemporânea, sendo amplamente discutida no contexto do feminismo, dos estudos visuais e das epistemologias pós-humanistas.

## Ligações Externas
- Kiki Smith no Guggenheim Museum
- Kiki Smith no MoMA